# Tesla Model 3
Tesla Model 3 — середньорозмірний електромобіль виробництва американської компанії Tesla Inc. Компанія отримала 500 000 попередніх замовлень на цю модель.
Із січня 2018 Model 3 стала найпопулярнішою автівкою серед гібридних та електромобілів в США, продажі досягли 114,532 авто в листопаді 2018.
Із 2018 року ця модель також стала найпопулярнішою серед гібридних та електромобілів в Каліфорнії з проданими 12,674 автівками, обійшовши гібридну Toyota Prius (10,043 шт).
За даними Bloomberg у жовтні 2018 Model 3 увійшла до топ-5 найпопулярніших седанів США, обійшовши Toyota Camry.
У 2020 році стала найпродаванішим електромобілем у світі із показником пів-мільйона авто.

## Історія

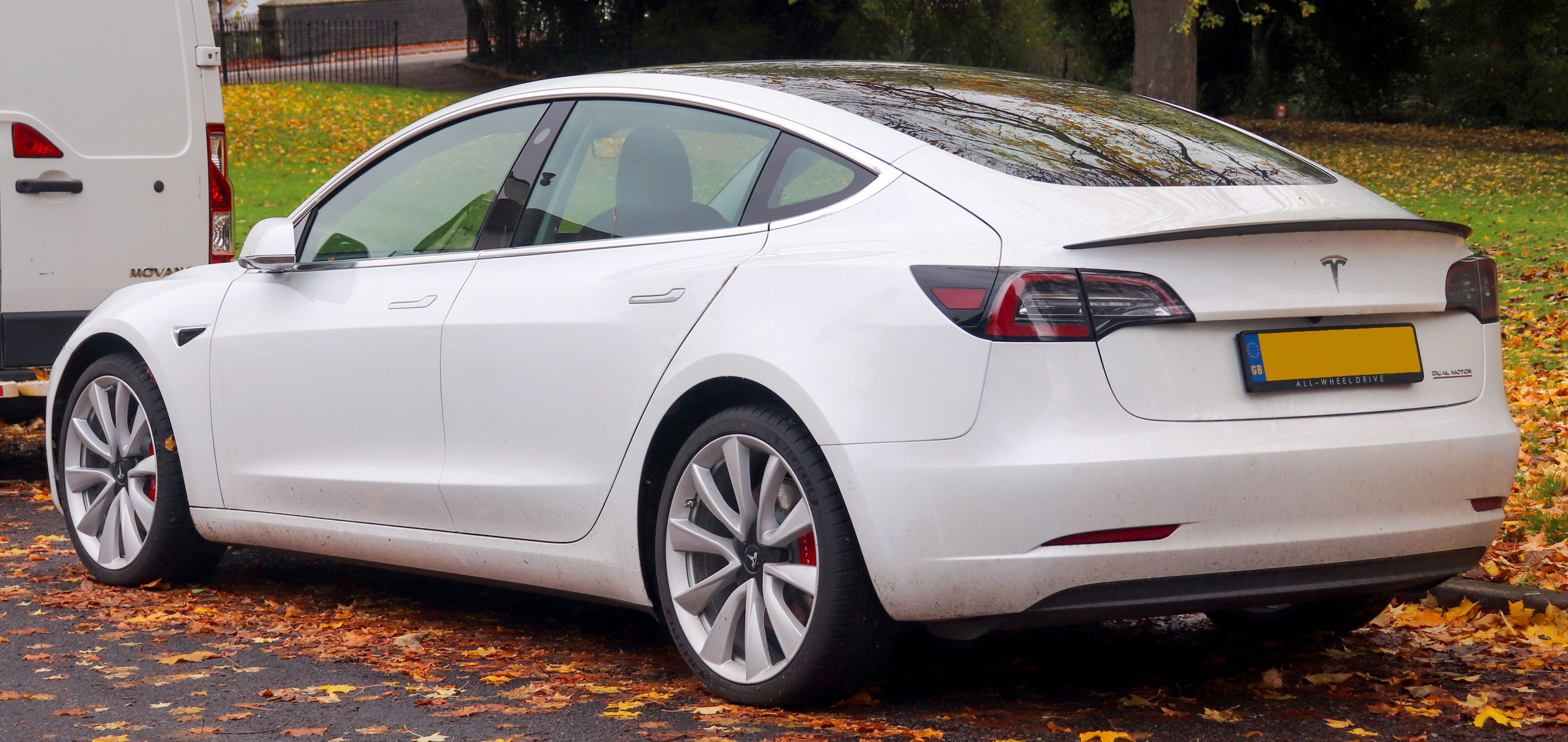
Tesla Model 3 Performance

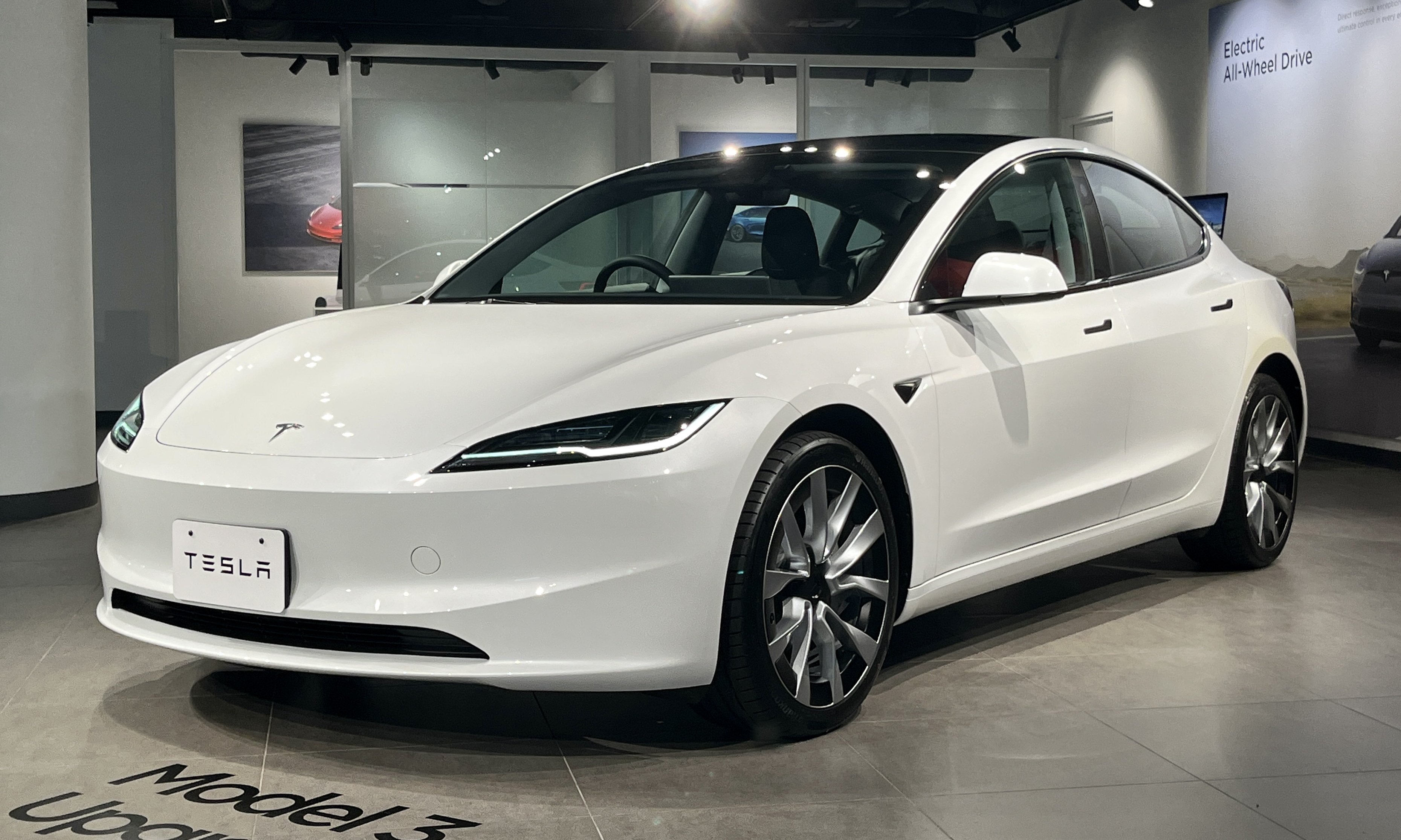
Tesla Model 3 (з 2023)

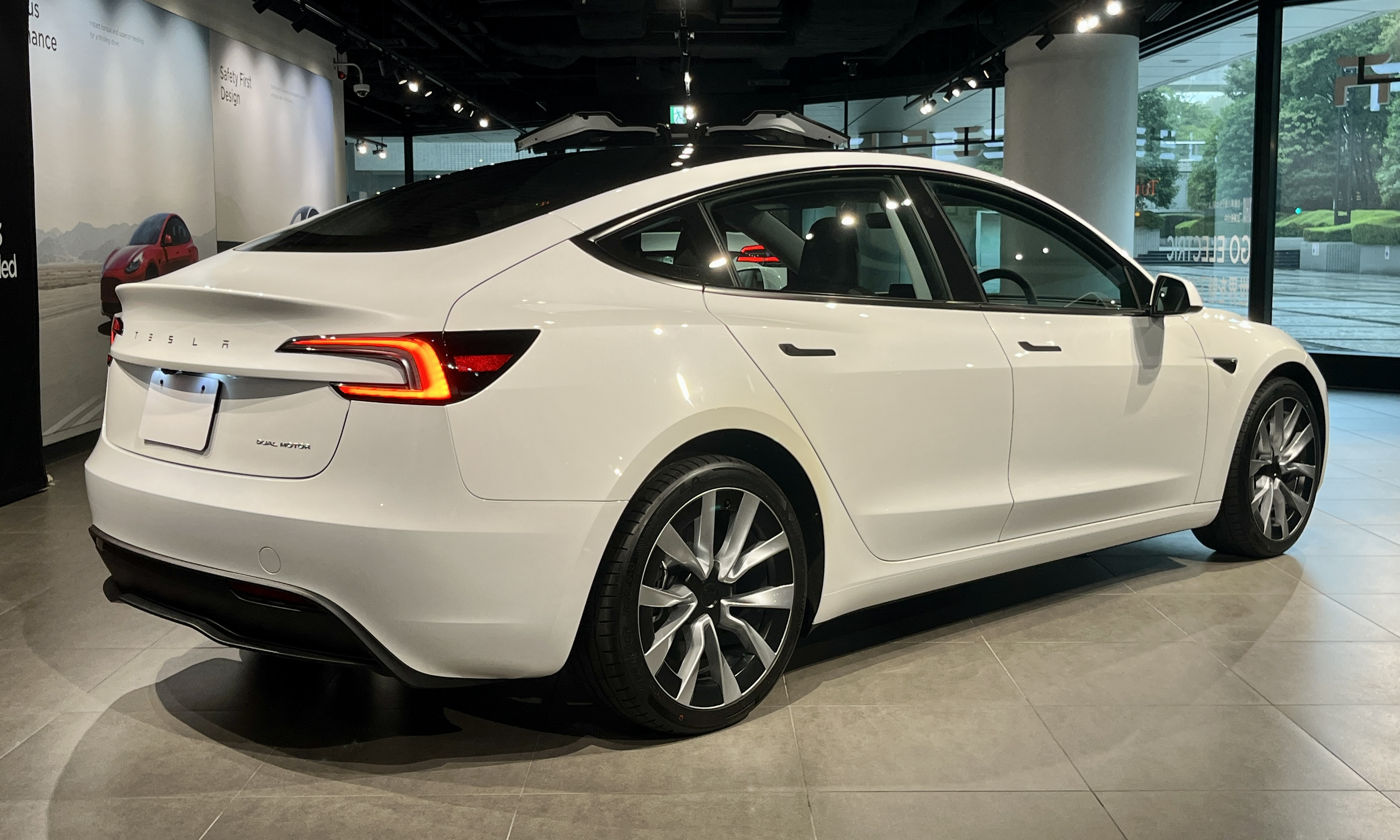
Tesla Model 3 (з 2023)

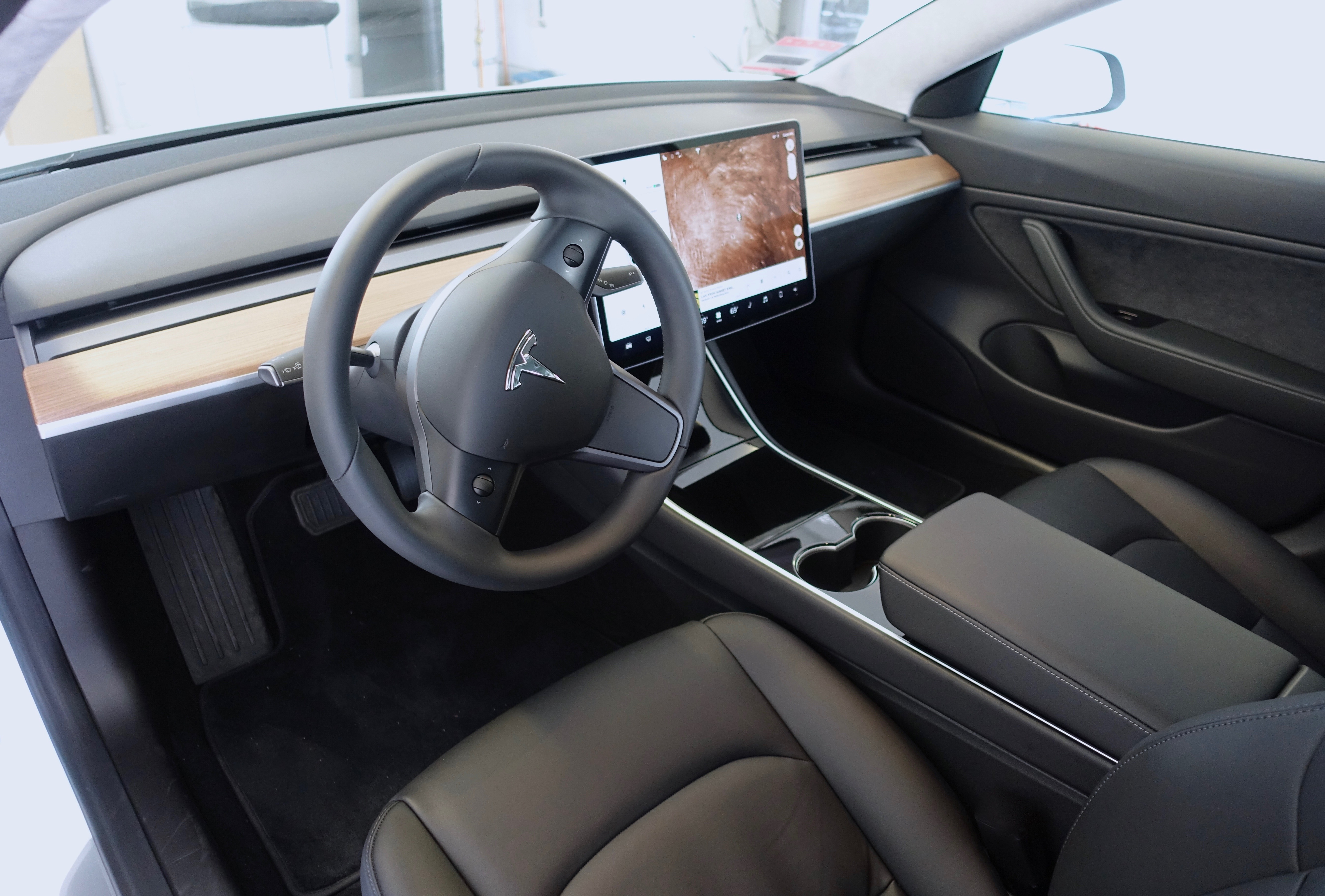
Салон

Автомобіль планувалося представити на Женевському автосалоні, який пройшов з 3 по 13 березня 2016 року. Батареї для електромобіля будуть виготовлятися на новому заводі каліфорнійців Гігафабрика 1. Завдяки новим батареям Tesla Model 3 зможе долати на одній зарядці від 354 до 500 кілометрів. Замовлення на автомобіль почали приймати відразу ж після його офіційної прем'єри, а на ринку він з'явився у липні 2017 року. За два дні після відкриття бронювання компанія Tesla отримала понад 250 тис. замовлень на Model 3
На початку липня 2017 Ілон Маск пообіцяв провести церемонію вручення ключів від Tesla Model 3 28 липня 2017 року. І вчасно виконав цю обіцянку, вручивши перші 30 автомобілів їхнім власникам — співробітникам Tesla. Компанія отримала 500 000 попередніх замовлень на цю модель.
У базовій комплектації автомобіль має запас ходу в 220 миль (350 км) і розганяється до 97 км/год (60 миль/год) за 5,6 секунд. На додаток до стандартної задньопривідної доступна і повнопривідна версія (з двома двигунами). Як і старші моделі, Tesla Model 3 комплектується системою автопілота, а також має доступ до фірмової мережі безкоштовних зарядок Supercharger. У машини два багажника, панорамне скління і 15-дюймовий сенсорний екран, що повністю замінив приладову панель.
Tesla Model 3 стала першою моделлю компанії, орієнтованою на масовий ринок. Відпускна ціна встановлена на рівні в 35 тисяч доларів, однак після податкових відрахувань, які дають деякі американські штати, ціна електромобіля складе близько 30 тисяч доларів. За першу добу машину зарезервували 232 тисяч чоловік, внісши депозит в одну тисячу доларів. Це число перевищило загальне число продажів автомобілів компанії за всю історію. Основним конкурентом нового автомобіля називають такий само за ціною електричний Chevrolet Bolt, представлений компанією General Motors.
28 липня 2017 року під час презентації серійної моделі було уточнено деякі характеристики нової автівки. Так найдешевша Model 3 Standart може проїхати на одній зарядці 220 миль (354 км), а найдорожча Long Range — 310 миль (499 км). Базовий колір — чорний, змінити колір на інший буде коштувати 1000 дол, автомобіль із всіма можливими опціями буде коштувати 60 000 дол. Максимальна швидкість у стандартної версії 209 км/год, а Long Range — 225. Розгін до 96,5 км/год першої — 5,6 с, другої — 5,1 с. Також буде базовий автопілот, що може рухатися в одній смузі. За напівавтономний автопілот доведеться заплатити $5 тисяч. А за повну автономність доведеться ще доплатити $3 тисячі. Надшвидкі зарядні пристрої на Tesla Supercharger здатні за 30 хвилин зарядити автомобіль на 400 км.
За 2020 рік компанія випустила близько пів-мільйона автомобілів цієї моделі.
Tesla Model 3 отримала ряд оновлень для 2021 модельного року. Виробник додав версії Standard Range Plus 20 км запасу ходу, версії Long Range - 50 км. 
У 2022 році виробник замінив в Tesla Model 3 стару нікель-кобальтову батарею на 12-вольтову літій-іонну батарею. Також базова задньопривідна одномоторна версія отримала нову назву - Rear-Wheel Drive.
Tesla Model 3 пропонує два багажники: 560-літровий задній та 97-літровий передній.

## Модифікації
- Standard Range, електродвигун 275 к.с., батарея 52 kWh, пробіг на одній підзарядці EPA: 354 км
- Standard Range Plus, електродвигун 306/325 к.с., батарея 55 kWh, пробіг на одній підзарядці EPA: 386 км, WLTP: 409 км
- Mid Range, електродвигун 275 к.с., батарея 60–65 kWh, пробіг на одній підзарядці EPA: 418 км
- Long Range RWD, електродвигун 275 к.с., батарея 75 kWh, пробіг на одній підзарядці EPA: 538 км, WLTP: 600 км
- Long Range AWD, передній електродвигун 150 к.с., задній 280 к.с., разом 440 к.с., батарея 75 kWh, на одній підзарядці EPA: 496 км, WLTP: 560 км
- Long Range Performance, передній електродвигун 210 к.с., задній 300 к.с., разом 510 к.с., батарея 75 kWh, на одній підзарядці EPA: 496 км, WLTP: 530 км

## В Україні
10 грудня 2018 року компанія внесла Україну до списку країн, з яких можна офіційно купувати її авто (у тому числі й Tesla Model 3). Раніше досить часто українці вибирали замість своєї рідної України найближчу Польщу. Але забирати авто таки доведеться із Нідерландів, міста Тілбург. Двомоторна повнопривідна версія Tesla Model 3 коштуватиме 48,500 євро.

## Краш-тест
У Euro NCAP (Європейська програма оцінки нових автомобілів з оцінкою активної безпеки і пасивної безпеки) були опубліковані рейтинги безпеки шести автомобілів, серед яких була Tesla Model 3, яка набрала максимальні 5 зірок. Було встановлено, що рівень захисту дорослих пасажирів досягає 96 %, пасажирів дітей — 86 %, а інших учасників дорожнього руху — 74 %. Що стосується додаткових функцій безпеки, то вони були оцінені на 94 % і «є кращими результатами за останнім протоколом Euro NCAP» (так зазначили європейські фахівці з безпеки). Найближчим конкурентом є Citröen C5 Aircross, котрий має показник — 82 %.

## Виробництво
Model 3 виробляється на заводі Tesla. Компанія повідомила про значні збитки за 2017 рік. Це обумовлено вкладенням значних коштів у будівництво нових заводів. Ілон Маск прагне випускати по 500 тис. авто в рік (із них більшість становить Model 3). Для цього необхідно виробляти 5 тис. машин щотижня. Tesla вже двічі інформувала про такі плани, але досі не змогла їх виконати. Тому експерти Bloomberg створили сервіс для відстеження кількості випущених авто «Tesla Model 3 Tracker [Архівовано 27 вересня 2018 у Wayback Machine.]». На 9 березня 2018 року загальна кількість випуску становила 9'351 машин (655 за тиждень). А вже 1 липня 2018 року Tesla повідомила, що досягла своєї цілі, випускаючи 5 тис. Model 3 та 7 тис. авто за тиждень разом із Model S та X. Хоча трекер на той момент занижував цей показник на майже 500 авто.
Корпуси нової моделі на 95 % збираються роботами без участі людей, за контроль якості електрокарів також відповідають роботизовані системи: на новому заводі працюють 47 роботів, які сканують корпуси машин у 1900 місцях, виявляючи дефекти. Ілон Маск заявив, що має плани досягти повної автоматизації процесу збирання Tesla Model 3.
У 3 кварталі 2018 року було випущено 53,239 автомобілів, причому з двома двигунами було випущено більше, ніж з одним. 13 жовтня 2018 року з конвеєра зійшов електромобіль Tesla Model 3 під порядковим номером 100 000.

## Продажі
| Рік  | Європа  | США     | Канада | Китай   |
| ---- | ------- | ------- | ------ | ------- |
| 2017 |         | 1.667   |        |         |
| 2018 |         | 140.317 | 11.000 |         |
| 2019 | 95.168  | 161.100 | 9.900  |         |
| 2020 | 85.979  | 206.500 | 6.151  | 135.449 |
| 2021 | 140.868 | 121.610 | 12.802 | 272.972 |
| 2022 | 91.728  | 195.698 |        | 187.355 |
| 2023 |         | 173.501 |        |         |